# Hierokles (Stoik)
Hierokles (gr. Ἱεροκλῆς; fl. II wiek n.e.), filozof stoicki okresu młodszej szkoły. Bardzo mało wiadomo o jego życiu. Gelliusz wymienił go pośród sobie współczesnych, opisując jako „poważnego i świętego męża”. Na podstawie zachowanych fragmentów można stwierdzić, że jego pisma odpowiadają stylem stoicyzmowi rzymskiemu. Podejmował on jednak zagadnienia poruszane dużo wcześniej, przez stoików greckich.

## Dzieła
Hierokles był autorem dzieła pt. „Elementy etyki” (gr. ἠθικὴ στοιχείωσις), którego fragment odnaleziono w formie papirusu (PBerol. 9780) w Hermopolis w 1901 r. Zachowanych 300 wersów tekstu opisuje proces spostrzegania siebie (gr. συναίσθησις lub αἴσθησις ἑαυτοῦ). Hierokles uważał, że od momentu swoich narodzin, wszystkie ptaki, gady oraz ssaki, postrzegają siebie w sposób ciągły. Sądził i udowadniał empirycznie, iż autopercepcja jest zarówno pierwotną (w sensie logicznym i czasowym) i najbardziej podstawową czynnością zwierząt, wyrażeniem przez te istoty oikeiôsis.
Argument Hieroklesa opierał się na stoickiej koncepcji oikeiôsis (trudnego do przetłumaczenia greckiego terminu, który mógł oznaczać w tym kontekście: samoposiadanie, powinowactwo, wspólnotę, afiliację). Oikeiôsis, to pogląd, że wszystkie zwierzęta cechuje samozachowawcze postępowanie oraz świadomość. Jest to świadomość nie tylko własnego istnienia, ale istnienia w relacji do innych zwierząt. Świadomość stoicka nie była tożsama z rozumieniem kartezjańskim, w którym chodziło o wiedzę o swoim istnieniu, a szczególnie istnieniu psychicznym. Stoicka samo-świadomość była zrozumieniem ciała - nie tyle wiedzą, że ja istnieję, co zrozumieniem, jakiego rodzaju istotą jestem. W szczególności, jakiego rodzaju ciałem dysponuję i co przynosi temu ciału korzyść. Argument Hieroklesa dotyczący autopercepcji stał się częścią podwalin całej teorii etyki.
W swoich „Elementach etyki”, Hierokles rozpoczął omawianie zagadnienia oikeiôsis, przypatrując się początkowi życia zwierzęcego. W pierwszej fazie postrzegania, zwierzę zdaje sobie sprawę jedynie ze swojego własnego ciała, poczucia „przynależności do siebie”. Ta świadomość to „proto oikeion", pierwotne, własne, znajome doświadczenie. Owa samoświadomość jest ciągła oraz zależna od procesu postrzegania obiektów zewnętrznych. Dlatego dzieci, w opinii Hieroklesa, obawiają się ciemności. Ich słabe poczucie jaźni boi się śmierci w nieobecności bytów zewnętrznych. Hierokles udowadniał, że odruch samozachowawczy pochodzi z oikeiôsis. W momencie, kiedy zwierzę zaczyna spostrzegać siebie samo, natychmiast staje się sobie bliskie i znajome. W tej autopercepcji, stawaniu się sobie bliskim i znajomym, zwierzę odnajduje wartość w sobie i we własnym dobrostanie.
Hierokles wyróżnił dwie formy oikeiôsis: zewnętrzną i wewnętrzną. Do wewnętrznych form oikeiôsis należą zaznajomienie się ze sobą oraz swoją sytuacją, czy budową. Zewnętrzne formy oikeiôsis to zapoznanie się z innymi ludźmi oraz zorientowanie się na dobra zewnętrzne. Oikeiôsis stanowiła podstawę dla hieroklesowej teorii „właściwych aktów działania” (gr. kathēkonta). Miała ona być zgodna z naturą, ponieważ zwierzęta wykorzystują akty familiaryzacji, aby dokonać projekcji siebie na zewnątrz, budując w ten właśnie sposób troskę o innych (np. swoje potomstwo). Stoicy widzieli w tych działaniach rodzaj obowiązku, ponieważ wszystkie obowiązki pochodzą z natury (za Cyceronem).

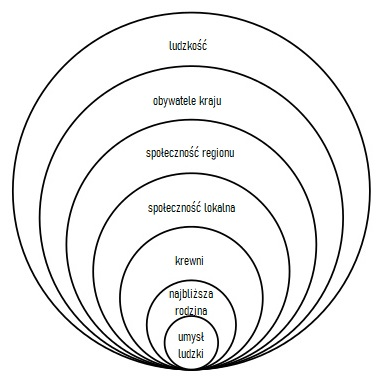
Kręgi przynależności zaproponowane przez Hieroklesa.

Fragmenty prac Hieroklesa zachował bizantyjski Stobajos. Najbardziej znany, pochodzący z dzieła pt. „O odpowiednich działaniach” (gr. περὶ καθηκόντων), odnosi się do idei stoickiego kosmopolityzmu. Filozof w pracy tej położył nacisk na zagadnienie oikeiôsis, skupiając się na jej zewnętrznych przejawach. Zarysował w niej koncepcję obowiązku, jaki przynależy człowiekowi względem innych, opartą na szeregu koncentrycznych okręgów. Rozpoczynając od siebie, w następnej kolejności najbliższa rodzina, Hierokles nakreślił w jaki sposób ludzie mogą rozszerzyć swoją oikeiôsis w kierunku innych istot ludzkich. Kolejne okręgi były coraz szersze, w taki sposób, aby mogły ostatecznie objąć cały rodzaj ludzki. Odległość od środka, służyć miała za miarę stopnia przywiązania, a tym samym określać nasze obowiązki względem tej grupy ludzi. Hierokles dowodził, że istnieje etyczna potrzeba „zacieśniania okręgów”, celem zmniejszenia odległości pomiędzy nimi. Miało to za zadanie zbliżenie człowieka do dalszych mu grup ludzi oraz w efekcie całej ludzkości. Metoda ta jednocześnie zachowywała najsilniejsze związki człowieka z najbliższymi.
Oikeiosis należy rozumieć nie jako stan psychologiczny czy usposobienie, ale jako proces. Podobnie, jak kamień wrzucony do wody, tworzy szereg rozchodzących się kręgów, tak i w psychologicznym dojrzewaniu troska o siebie w połączeniu z oikeiôsis, dąży do systematycznego poszerzania swojego zasięgu. Poszerza się ten zasięg w takim stopniu, aby objąć już nie tylko samą jednostkę, ale stopniowo ogarnąć całą domenę wokół człowieka.

## Współczesne znaczenie
Stoicka teoria oikeiôsis oraz kręgi przynależności Hieroklesa, zostały zastosowane w badaniach paleoantropologicznych, których celem była analiza poznawczych i etycznych relacji pomiędzy Homo sapiens a Neandertalczykiem.